# Alois von Paar

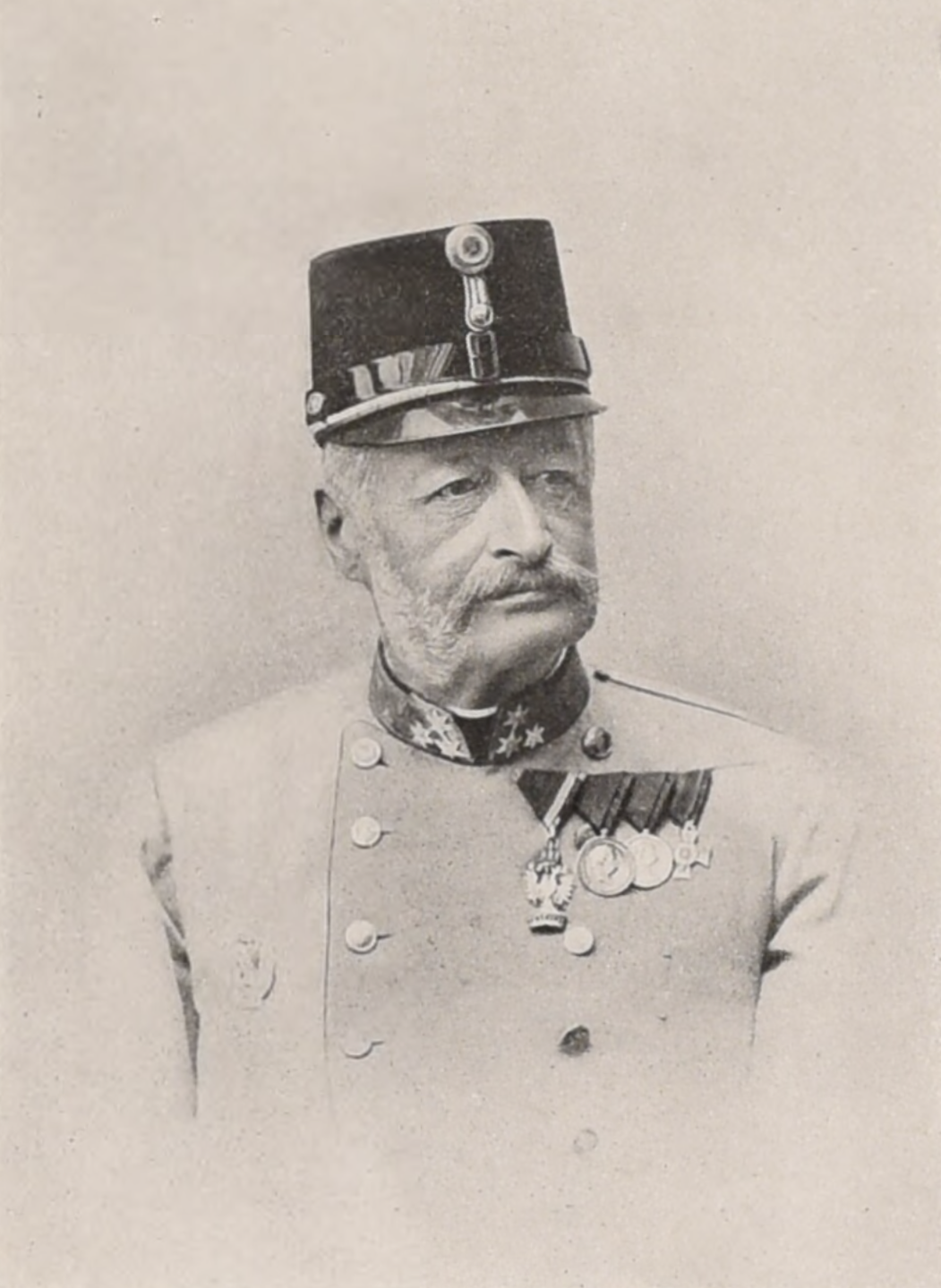
Alois von Paar (1891)

Alois Marie Carl Felician Graf von Paar (* 19. November 1840 in Bechin, Böhmen; † 5. Februar 1909 in Wien) war k. u. k. General der Kavallerie.

## Leben

### Herkunft
Seine Eltern waren der 4. Fürst Karl von Paar (1806–1881) und dessen Ehefrau der Prinzessin Ida Leopoldine, geborene von und zu Liechtenstein (1811–1884). Der Generaladjutant von Kaiser Franz Joseph I. Eduard von Paar war sein Bruder.

### Militärkarriere
Paar wurde ab 1851 an der Theresianischen Militärakademie ausgebildet und kam am 20. Oktober 1858 als Kadett in das Ulanenregiment Nr. 4. Er wurde am 26. April 1859 Leutnant und nahm am Feldzug in Italien teil. Am 1. Juni 1863 wurde er Oberleutnant und kam am 1. Januar 1866 in die Garde-Gandamerie-Eskadron. Als solcher nahm Paar 1866 am Krieg gegen Preußen teil und stieg am 4. Juni 1868 zum Rittmeister 2. Klasse auf. Er wechselte am 23. April 1869 in das Ulanen-Regiment Nr. 11 (Zar Alexander II) und kam am 1. November 1872 in den Hofstaat von Erzherzog Karl Ferdinand. Er wurde dort zum Erzieher des Erzherzogs Ferdinand ernannt. Ab 1877 war er Flügeladjutant des Generalinspekteur des Heeres Erzherzog Albrecht, stieg am 1. Mai 1878 zum Major auf und wurde am 3. Oktober 1878 mit dem Offizierskreuz der Ehrenlegion ausgezeichnet. Am 1. November 1881 erfolgte die Beförderung zum Oberstleutnant und Versetzung in das Ulanen-Regiment Nr. 2 (Schwarzenberg). Im Oktober 1882 kam er als Kommandeur an die Kavallerie-Kadettenschule in Mährisch Weißkirchen. Am 1. Mai 1885 stieg er zum Oberst und Kommandeur im Dragonerregiment Nr. 14 (Windisch-Grätz) auf und erhielt am 17. April 1890 den Orden der Eisernen Krone III. Klasse. Nachdem Paar am 5. April 1891 das Kommando über die 9. Kavallerie-Brigade übernommen hatte, avancierte er kurz darauf am 1. Mai zum Generalmajor. Im Jahr 1895 wurde er zum Feldmarschalleutnant befördert und ein Jahr später zum Generalinspekteur der Kavallerie ernannt. Paar führte die 1866 begonnene Reform der Kavallerie erfolgreich weiter.
Er wurde 1903 zum General der Kavallerie ernannt, 1904 auch zum Kapitän der Trabantenleibgarde. Er war Inhaber zahlreicher Orden und erhielt 1902 den Titel eines Geheimen Rates. Er verstarb unverheiratet 1909.